# 圣热姆 (安德尔省)
圣热姆（法語：Sainte-Gemme，法語發音：[sɛ̃t ʒɛm]）是法国安德尔省的一个市镇，位于该省中部偏西，属于勒布朗区。

## 地理
圣热姆（46°51'8"N, 1°20'21"E）面积32.5 平方千米，位于法国中央-卢瓦尔河谷大区安德尔省，该省份为法国中部省份，北起卢瓦-谢尔省，西北接安德尔-卢瓦尔省，西南接维埃纳省，南至克勒兹省和上维埃纳省，东临谢尔省。
与圣热姆接壤的市镇（或旧市镇、城区）包括：阿尔弗耶、比藏赛、布雷讷地区梅济耶尔、圣热努、索尔奈、旺德夫尔。

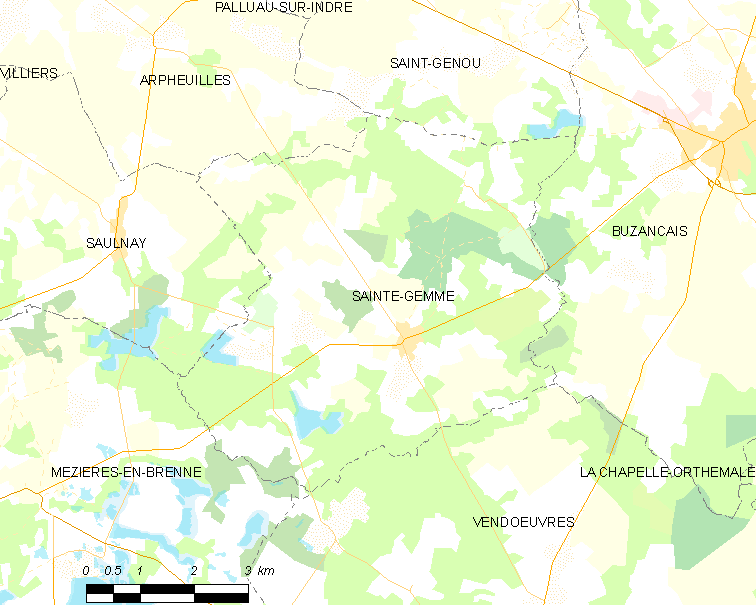
的OSM定位图

圣热姆的时区为UTC+01:00、UTC+02:00（夏令时）。

## 行政
圣热姆的邮政编码为36500，INSEE市镇编码为36193。

## 政治
圣热姆所属的省级选区为勒布朗县。

## 人口

1962-2008年间人口变化图示

圣热姆于2022年1月1日时的人口数量为257人。